# Liste des quartiers de Lausanne

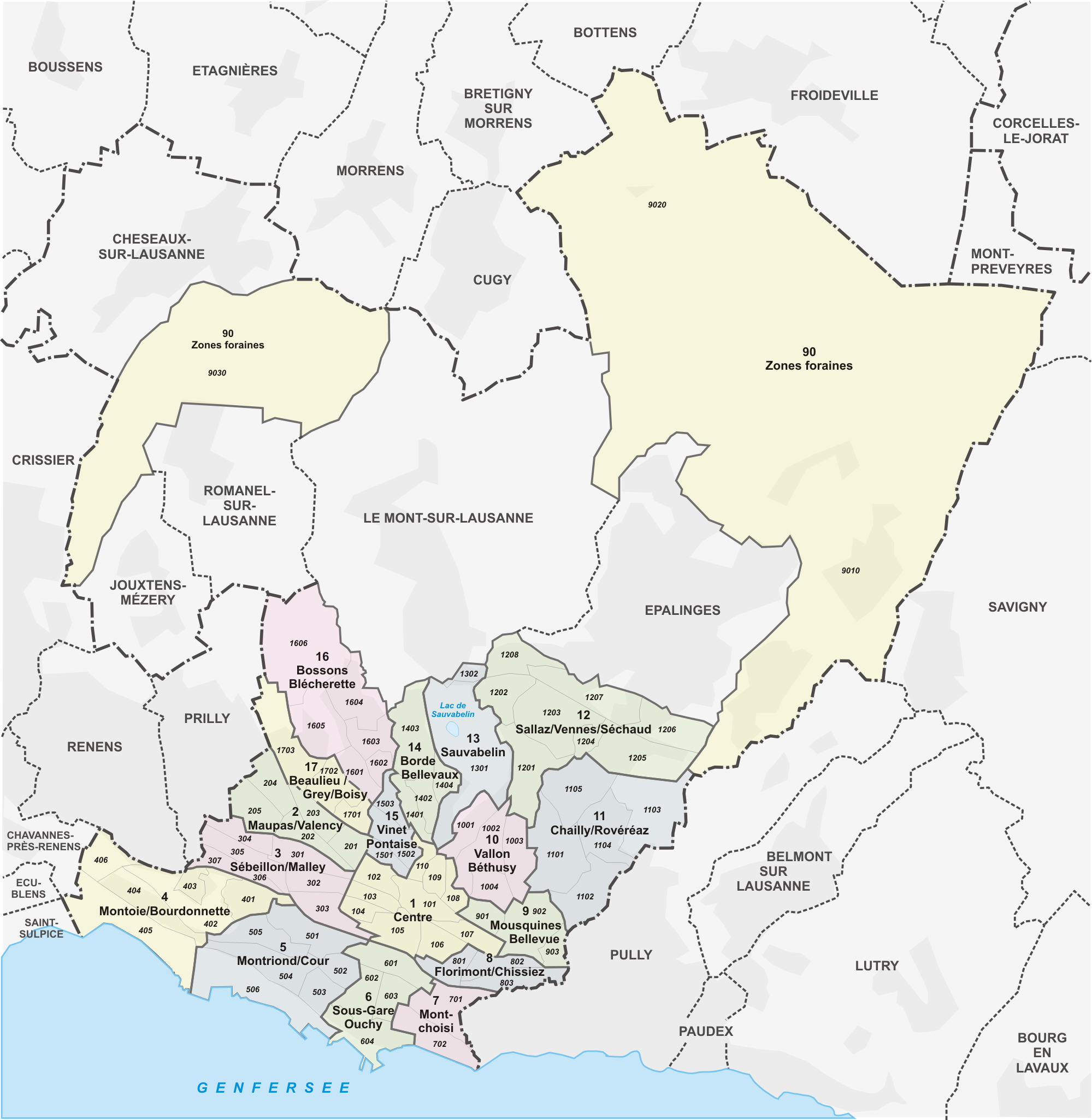
Les quartiers de Lausanne

L'Office d'études socio-économiques et statistiques de la ville de Lausanne découpa la ville en 81 secteurs regroupés en 17 quartiers. Ce découpage se base sur de nombreux critères : topographie, voirie, type de bâti et morphologie sociale et économique.
Il prend en compte les barrières physiques et géographiques les plus nettes comme les cours d'eau (Vuachère, Louve), les voies de chemin de fer, la vallée du Flon, les bois de Rovéréaz ou de Sauvabelin, les rives du lac Léman, le cimetière de Montoie, le stade de la Pontaise, l'aérodrome de la Blécherette, la prison du Bois-Mermet, le palais de Beaulieu, les hôpitaux, etc.
La délimitation du centre-ville obéit à des critères très précis, basés sur la densité d'emplois (supérieure à la densité d'habitants et supérieure à 100 par hectare) et leurs types (pourcentage d'emplois dans le secteur tertiaire, dans les services aux entreprises comme les banques ou les assurances, dans l’administration publique et dans le commerce de détail). Pour les autres zones, d'autres critères furent utilisés : permanence d’un certain nombre d’emplois, caractère du domaine bâti, densité des habitants, critères socio-culturels (niveau de revenu, situation professionnelle, appartenance ethnique).

## Liste des quartiers
La liste des quartiers est la suivante,, :
| no | nom                   | superficie (ha) | nombre d'habitants (2018) | secteurs : code - nom - (nombre d'habitants en 2018) | situation sur la carte |
| -- | --------------------- | --------------- | ------------------------- | --- | ---------------------- |
| 1  | Centre                | 124             | 12 780                    | - 101 Rue Centrale (2 293) - 102 Chauderon (2 183) - 103 Le Flon (38) - 104 Montbenon (169) - 105 Gare/Petit-Chêne (1 297) - 106 Georgette (1 476) - 107 Avant-Poste (1 616) - 108 Marterey (1 801) - 109 Cité (741) - 110 Riponne/Tunnel (1 166) |                        |
| 2  | Maupas/Valency        | 80,1            | 13 713                    | - 201 Maupas (2 814) - 202 Av. d’Échallens (3 850) - 203 Montétan (2 335) - 204 Chablière (2 855) - 205 Valency (1 859) |                        |
| 3  | Sébeillon/Malley      | 103,6           | 11 623                    | - 301 Rue de Morges (3 605) - 302 Rue de Sébeillon (299) - 303 Tivoli (2 359) - 304 Prélaz (2 974) - 305 Gare de Sébeillon (696) - 306 Av. de Provence (4) - 307 Malley (1 686)                                                                   |                        |
| 4  | Montoie/Bourdonnette  | 173,7           | 7 955                     | - 401 Montoie (3 379) - 402 Vallée de la Jeunesse (360) - 403 Pyramides (1 395) - 404 Prés-de-Vidy (750) - 405 Bourget (12) - 406 Bourdonnette (2 059)                                                                                            |                        |
| 5  | Montriond/Cour        | 144,1           | 8 348                     | - 501 Marc-Dufour (2 924) - 502 Milan (1) - 503 Les Cèdres (285) - 504 Cour (2 312) - 505 Mont-d’Or (2 819) - 506 Bellerive (7) |                        |
| 6  | Sous-Gare/Ouchy       | 79,7            | 10 810                    | - 601 Grancy (3 842) - 602 Harpe (4 317) - 603 Av. d’Ouchy (1 203) - 604 Ouchy (1 448) |                        |
| 7  | Montchoisi            | 52,3            | 3 822                     | - 701 Montchoisi (3 585) - 702 Élysée (237) |                        |
| 8  | Florimont/Chissiez    | 46,5            | 5 994                     | - 801 Florimont (2 030) - 802 Av. Rambert (1 234) - 803 Chissiez (2 730) |                        |
| 9  | Mousquines/Bellevue   | 54,9            | 2 592                     | - 901 Mon-Repos (191) - 902 Av. Secrétan (1 722) - 903 Ch. de la Vuachère (679) |                        |
| 10 | Vallon/Béthusy        | 88,9            | 6 362                     | - 1001 Le Vallon (1 376) - 1002 Hôpitaux (237) - 1003 Victor-Ruffy (2 512) - 1004 Béthusy (2 237) |                        |
| 11 | Chailly/Rovéréaz      | 193,3           | 9 475                     | - 1101 Chailly (4 625) - 1102 Plaisance (1 421) - 1103 Bois de Rovéréaz (84) - 1104 Craivavers (876) - 1105 Devin (2 469) |                        |
| 12 | Sallaz/Vennes/Séchaud | 233,5           | 15 277                    | - 1201 La Sallaz (3 589) - 1202 Vennes (1 571) - 1203 Route de Berne (2 664) - 1204 Valmont (1 027) - 1205 Grangette (1 828) - 1206 Praz-Séchaud (2 120) - 1207 Ch. des Roches (536) - 1208 Grand-Vennes (1 942)                                  |                        |
| 13 | Sauvabelin            | 90,5            | (1 013)                   | - 1301 Sauvabelin (64) - 1302 Pré-Fleuri (949) |                        |
| 14 | Borde/Bellevaux       | 68,8            | 10 019                    | - 1401 Borde (2 254) - 1402 Rouvraie (1 867) - 1403 Bellevaux (5 076) - 1404 Rte du Signal (822) |                        |
| 15 | Vinet/Pontaise        | 33,5            | 7 463                     | - 1501 Pré-du-Marché (1 997) - 1502 Valentin (2 757) - 1503 Pontaise (2 709) |                        |
| 16 | Bossons/Blécherette   | 180,7           | 7 399                     | - 1601 Stade (30) - 1602 Ancien-Stand (995) - 1603 Bois-Mermet (69) - 1604 Bois-Gentil (4 131) - 1605 Bossons (2 167) - 1606 Blécherette (7) |                        |
| 17 | Beaulieu/Grey/Boisy   | 66,9            | 6 195                     | - 1701 Beaulieu (248) - 1702 Bergières (2 102) - 1703 Pierrefleur (3 845) |                        |
| 90 | Zones foraines        | 2308,2          | 4 375                     | - 9010 Les Râpes (3 679) - 9020 Montheron (160) - 9030 Vernand (536) |                        |